# Indochinalerche

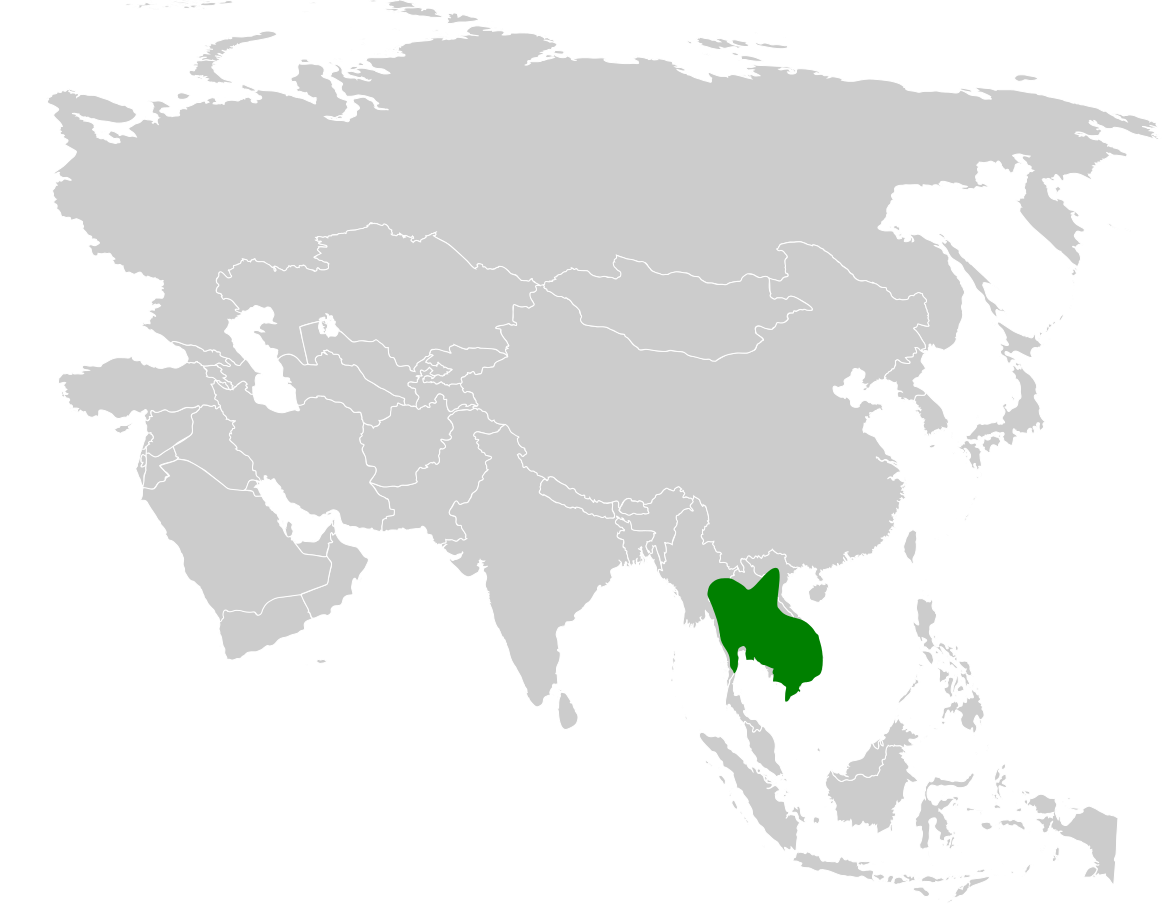
Verbreitungsgebiet der Indochinalerche

Die Indochinalerche (Mirafra erythrocephala, Syn.: Mirafra marionae, Mirafra assamica marionae) ist eine Art aus der Familie der Lerchen. Ihr Verbreitungsgebiet liegt in Südostasien. Sie wurde ursprünglich als eine Unterart der Bengalenlerche eingeordnet. Auf Grund von Unterschieden im Gesang wird sie mittlerweile als eigenständige Art eingestuft.

## Merkmale
Die Indochinalerche erreicht eine Körperlänge von etwa 15 Zentimetern, wovon 3,7 bis 4,6 Zentimeter auf den Schwanz entfallen. Die Schnabellänge beträgt vom Schädel aus gemessen 1,47 bis 1,75 Zentimeter. Es besteht kein auffallender Geschlechtsdimorphismus, die Männchen sind allerdings etwas größer als die Weibchen.
Die Indochinalerche ist heller und etwas weniger rötlicher als die nahe verwandte Bengalenlerche. Der Scheitel und der Nacken sind graubraun und auffällig schwärzlich-braun gestrichelt. Die meisten Individuen haben außerdem einen dünnen weißlichen Streifen am oberen Nacken und ein weiterer, sich deutlich vom übrigen Gefieder abhebender heller Streifen verläuft hinter den Ohrdecken. Der hell gelbbräunliche Überaugenstreif ist deutlich breiter als bei der Bengalenlerche. Das Körperobergefieder ist graubraun.
Das Kinn und die Kehle sind weißlich, die Brust ist hell graubraun mit einem nochmals helleren Bauch. Die Brust weist große runde schwarzbräunliche Flecken auf, die heller sind als bei der Bengalenlerche und der Burmalerche. Die Arm- und Handschwingen haben rötliche Säume. Die Schwanzfedern sind dunkel gelbbraun, die äußerste Steuerfeder hat bei vielen Individuen eine rötliche Außenfahne.
Der Oberschnabel ist dunkelbraun, der Unterschnabel gelblich hornfarben. Die Füße sind rötlich bis gelblich braun. Die Iris ist braun.

## Verbreitungsgebiet und Lebensraum
Die Indochinalerche kommt in Myanmar, Thailand, Kambodscha, Vietnam und Laos vor.
Ihr Lebensraum ist offenes steiniges Grasland, das mit Büschen bestanden ist, aber auch Agrarland. Sie ist ein Standvogel.

## Lebensweise
Die Indochinalerche frisst Sämereien sowie Arthropoden.
Wie alle Lerchen ist die Indochinalerche ein Bodenbrüter, der ein napfförmiges Nest in einer Erdmulde baut. Das Nest ist nur gelegentlich überwölbt. Das Gelege besteht in der Regel aus drei bis vier Eiern. Die Eier sind gelblich bis hell gräulich und weisen bräunliche und graue kleine Flecken auf.

## Einzelbelege
1. ↑  Per Alström: Taxonomy of the Mirafra assamica complex. In: Forktail. 13. Jahrgang, 1998, S. 97–107  (englisch, orientalbirdclub.org [PDF; abgerufen am 24. Februar 2019]).
2. 1 2  Pätzold: Kompendium der Lerchen. S. 107.